# 1928 en ski alpin
Chronologie du ski alpin
- 1928 en ski alpin - 1929 en ski alpin
Les faits marquants de l'année 1928 en ski alpin

## Événements

### Mars
- Première édition de l'Arlberg-Kandahar sur le site de Sankt Anton am Arlberg en Autriche.

## Naissances
- 28 août : Marysette Agnel, skieuse alpine française.